# 자레드 레토
자레드 레토(영어: Jared Joseph Leto, 1971년 12월 26일 ~ )는 미국의 배우, 음악가이자, 밴드 30 세컨즈 투 마스의 리드 보컬이다. 2013년 영화 《달라스 바이어스 클럽》을 통해 아카데미 남우조연상을 수상했다.

## 출연 작품
- 쿨 앤드 크레이지 (1994)
- 더 라스트 오브 더 하이 킹스 (1996)
- 스위치 킬러 (1997)
- 프리폰테인 (1997)
- 씬 레드 라인 (1998)
- 캠퍼스 레전드 (1998)
- 바실 (1998)
- 파이트 클럽 (1999)
- 처음 만나는 자유 (1999)
- 블랙 앤 화이트 (1999)
- 아메리칸 싸이코 (2000)
- 레퀴엠 (2000)
- 선셋 스트립 (2000)
- 패닉 룸 (2002)
- 하이웨이 (2002)
- 카슨 데일리 쇼 (2002)
- 알렉산더 (2004)
- 로드 오브 워 (2005)
- 허버트 셀비 주니어: 더 나은 내일이 있을 것이다 (2005)
- 론리 하츠 (2006)
- 챕터 27 (2007)
- 미스터 노바디 (2009)
- 달라스 바이어스 클럽 (2013)
- 수어사이드 스쿼드 (2016)
- 블레이드 러너 2049 (2017)
- 아웃사이더 (2018) - 닉 로웰 역
- 잭 스나이더의 저스티스 리그 (2021) - 더 조커 역
- 하우스 오브 구찌 (2021) - 파올로 구찌 역
- 더 리틀 띵스 (2021)
- 우린폭망했다 (2022)
- 모비우스 (2022) - 마이클 모비우스 박사 역
- 헌티드 맨션 (2023) - 모자상자 유령 역
- 마스터즈 오브 더 유니버스 (2026) - 스켈레토 역

## 수상 경력
- 2007년 쥬리치필름페스티벌 남자배우상
- 2012년 제26회 토론토국제영화제 다큐멘터리 관객상
- 2012년 고담어워즈 관객상
- 2013년 제17회 헐리우드영화제 주목받을만한 배우상
- 2013년 제34회 보스턴비평가협회상 남우조연상
- 2013년 보스턴온라인비평가협회상 남우조연상
- 2013년 제26회 시카고비평가협회상 남우조연상
- 2013년 포닉스비평가협회상 남우조연상
- 2013년 아프리카-아메리카비평가협회상 남우조연상
- 2013년 제12회 워싱턴비평가협회상 남우조연상
- 2013년 골드디어바이필름어워즈 남우조연상
- 2013년 제78회 뉴욕비평가협회상 남우조연상
- 2013년 뉴욕온라인비평가협회상 남우조연상
- 2013년 라스베가스비평가협회상 남우조연상
- 2013년 오클라호마비평가협회상 남우조연상
- 2013년 남동부비평가협회상 남우조연상
- 2013년 이탈리아온라인비평가협회상 남우조연상
- 2013년 밀 벨리 필름어워즈 스포트라이트상
- 2013년 네바다비평가협회상 남우조연상
- 2013년 덴버비평가협회상 남우조연상
- 2013년 디트로이트비평가협회상 남우조연상
- 2013년 노스텍사스비평가협회상 남우조연상
- 2013년 센트럴오하이오비평가협회상 남우조연상
- 2013년 댈러스-포트워스 비평가협회상 남우조연상
- 2013년 어워즈씨어큐트커뮤니티어워즈 남우조연상
- 2013년 블랙영화비평가협회상 남우조연상
- 2013년 앨리스 오브 우먼 필름 저널리스트 어워즈 남우조연상
- 2013년 오스틴비평가협회상 남우조연상
- 2014년 플로리안비평가협회상 남우조연상
- 2014년 St.루이스 게이트웨이 비평가협회상 남우조연상
- 2014년 휴스턴비평가협회상 남우조연상
- 2014년 제39회 LA비평가협회상 남우조연상
- 2014년 제71회 골든글로브시상식 남우조연상
- 2014년 제18회 새틀라이트시상식 남우조연상
- 2014년 제19회 크리틱스초이스 남우조연상
- 2014년 벤쿠버비평가협회상 남우조연상
- 2014년 샌디에고비평가협회상 남우조연상
- 2014년 토론토비평가협회상 남우조연상
- 2014년 제29회 인디펜던트스피릿어워즈 남우조연상
- 2014년 제20회 미국배우조합상 영화부문 남우조연상
- 2014년 제86회 아카데미시상식 남우조연상
- 2014년 제23회 MTV영화제 영화속 변신상